# Giulio De Vita
Giulio De Vita (Pordenone, 7 december 1971) is een Italiaans striptekenaar.